# Meunasah Asan (Samudera)
Meunasah Asan is een bestuurslaag in het regentschap Aceh Utara van de provincie Atjeh, Indonesië. Meunasah Asan telt 931 inwoners (volkstelling 2010).